# Битка код Хомбурга
Битка код Хомбурга вођена је 9. јуна 1075. године између Светог римског царства и Саксоније током Саксонског устанка.

## Битка
Битка код Хомбурга је једна од првих битака витезова. У првим редовима су се борили најистакнутији кнежеви. На страни Хенрика IV, пешаци се уопште не спомињу. На саксонској страни пешаци нису ступили у борбу, али су након пораза масакрирани. Били су то мобилисани сељаци невични оружју. У то време, они у поређењу са витезовима нису имали никакве борбене вредности.